# Período Jomon
O período Jomon (縄文時代, Jōmon-jidai) foi a primeira cultura no arquipélago japonês. Os ancestrais dos Jomon ocuparam as ilhas nipônicas desde o final da quarta glaciação por volta de 14 mil a.C. Os Jomon deixaram vestígios de sua ocupação através de peças de cerâmica consideradas mais antigas do mundo. Por meio da cerâmica, também, assume-se que os Jomon eram semi-sedentários e praticavam uma religião politeísta, baseada no culto de elementos da natureza que parece ter sido ancestral do xintoísmo.Não há registros escritos ou vestígios claros de sua língua e não se sabe até que ponto os Jomon formaram uma civilização coesa cultural, social e politicamente, ou se consistia de agrupamentos humanos descentralizados.
O período Jomon encerra-se por volta de 200 a.C. quando uma nova cultura continental (Yayoi) migrou do Lago Baikal para o sul do Japão,  atravessando a península Coreana, trazendo consigo novas influências culturais que caracterizaram este período. Acredita-se que os grupos étnicos mais próximos dos Jomon sejam os Ainos, um povo racialmente distinto dos japoneses e pouco numeroso, ainda presente nas ilhas de Hokkaido, Sacalina e algumas ilhas menores do arquipélago.

## Início do período Jomon (8 000 - 4 000 a.C.)

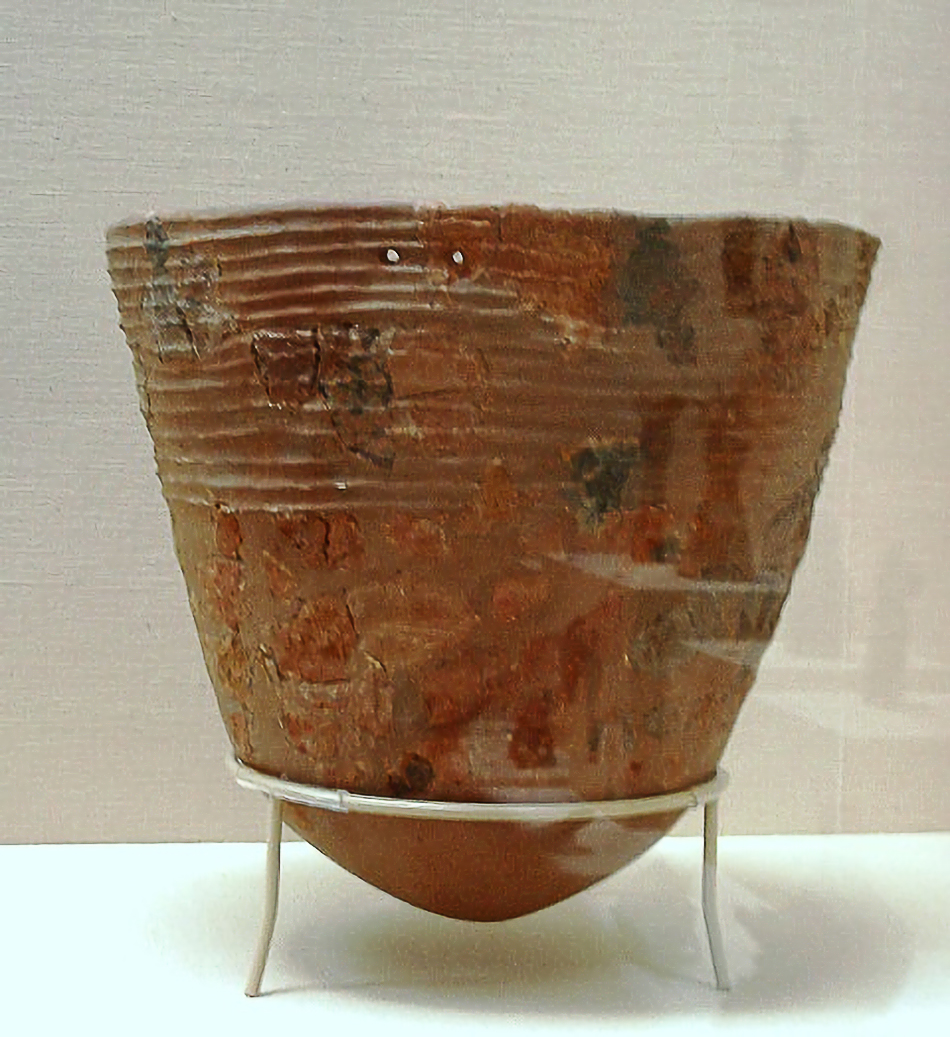
Cerâmica do Período Jomon(14.000–8000) no Museu Nacional de Tóquio, Japão.

O Japão foi fundado por vários povos, da cultura caçadora-coletora Jomon e da posterior cultura Yayoi, baseada na rizicultura. Esses dois principais grupos ancestrais vieram ao Japão por rotas diferentes em épocas diferentes.
O aquecimento que se seguiu após o fim da última Era Glacial (12 mil anos atrás) separou o arquipélago japonês do continente asiático, deixando o ponto mais próximo (em Kyushu) cerca de 190 km da península coreana, perto o suficiente para ser influenciado pelos desenvolvimentos continentais mas longe o suficiente para desenvolver suas próprias peculiaridades. No arquipélago, a vegetação foi transformada no final da Era Glacial. No sudoeste de Honshu, Shikoku e Kyushu, as folhosas verdes dominaram as florestas, enquanto árvores de folhas decíduas eram comuns no nordeste de Honshu e sul de Hokkaido. Nesta última, existiam muitas espécies de árvores, tais como as faias e os carvalhos, que produziam nozes comestíveis. Elas forneciam fontes de alimento para o povo Jomon coletar, estocar, transportar e consumir, além de sustentar os animais que eles caçavam.
No nordeste, a vida marinha abundante carregada para o sul pela corrente de Oyashio, que trazia peixes como o salmão, era uma grande fonte adicional de comida. Assentamentos ao longo do Mar do Japão e do Oceano Pacífico mantinham-se com as imensas quantidades de mariscos, deixando sambaquis (montes de conchas descartadas e outros resíduos) que hoje são uma fonte valiosa de informação para os arqueólogos. Outras fontes de alimento que merecem menção incluem os cervos, inhames e outras plantas selvagens, e peixes de água doce. Suportada pelas florestas decíduas e a abundância de alimentos do mar, a população se concentrava no centro e norte de Honshu, apesar de sítios Jomon serem encontrados de Hokkaido às Ilhas Ryukyu.
Mark J. Hudson da Universidade de Nishikyushu, diz que o Japão foi fundado por uma população proto-mongol muito semelhantes aos caucasóides, durante o Pleistoceno, que se tornou o Jomon, sendo que suas peculiaridades podem ser encontradas em alguns Ainus e okinawanos. Os Jomons compartilham muitas características físicas com caucasianos modernos.

### Cerâmica Jomon
De acordo com evidências arqueológicas, o povo Jomon criou algumas das mais antigas peças de cerâmica do mundo, conhecida como Cerâmica Jomon, datada de 14 mil a.C. A antiguidade dessa cerâmica foi identificada pela primeia vez depois da Segunda Guerra Mundial, através de métodos de datação por radiocarbono.
A arqueóloga Junko Habu afirma que "A maioria dos estudiosos japoneses acreditam que a produção de cerâmica foi inventada na Ásia continental e posteriormente introduzida no arquipélago japonês." E explica que "Uma série de escavações na bacia do rio Amur na década de 1980 e 1990 revelou que a cerâmica nesta região podem ser tão velha quanto, se não mais velha que a cerâmica de Fukui".
A cerâmica Jomon foi chamada de Doki Jomon. Jomon significa padrões de corda, porque as decorações em desenhos pareciam feitas por uma corda. O povo Jomon igualmente fazia figuras de barro e vasos decorados com padrões de uma crescente sofisticação feitas ao modelar o barro molhado com cabos, trançados ou não trançados, e paus.

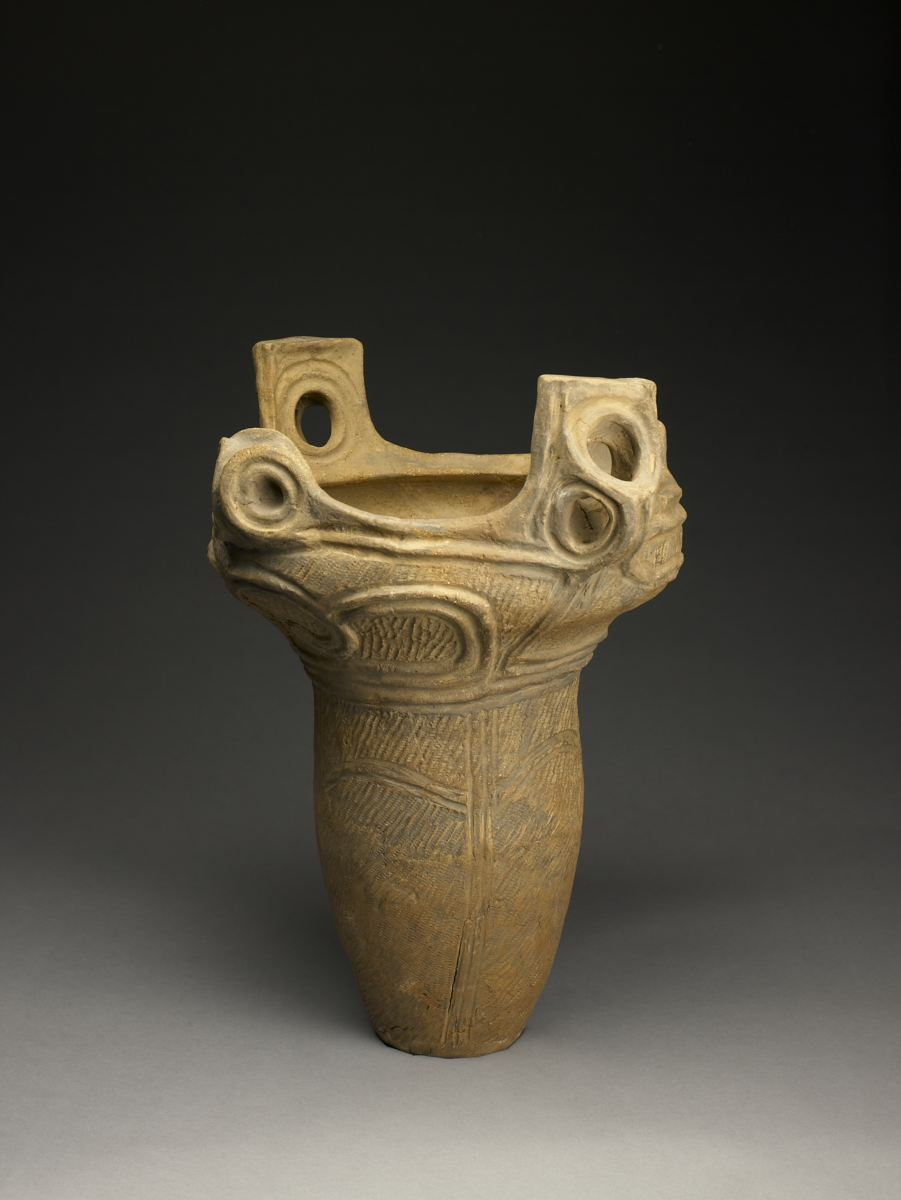
Esse vaso foi usado provavelmente para guardar alimentos. Muitas cerâmicas são decoradas com desenhos usando cordas, variando de simples a intricadas estruturas.

### Traços neolíticos
A produção de cerâmica normalmente implica alguma forma de sedentarismo, tendo em vista o fato de que a cerâmica é muito frágil e geralmente inútil para caçadores-coletores que estavam constantemente se movendo. O povo Jomon era, provavelmente, um dos únicos povos sedentários, ou pelo menos semi-sedentários,  no mundo. Eles usavam ferramentas de pedra lascada, armadilhas e arcos, e provavelmente eram caçadores-coletores semi-sedentários e habilidosos pescadores costeiros e de águas profundas. Eles praticavam uma forma rudimentar de agricultura e viviam em cavernas e depois em grupos de habitações em buracos ou casas acima do solo, deixando valiosos sambaquis para o estudo moderno da arqueologia.

### Expansão populacional
Essa cultura semi-sedentária levou a grandes aumentos populacionais, tanto que o povo Jomon possuía algumas das mais altas densidades conhecidas para populações de caçadores-coletores. Estudos de mapeamento genético feitos por Cavalli-Sforza mostraram um padrão de expansão genética da região do Mar do Japão para o resto do continente asiático. Essa é o terceiro principal componente de variação genética na Eurásia (depois da grande expansão vinda do continente africano, e a segunda expansão vinda do norte da Sibéria), o que sugere uma expansão geográfica no começo do período Jomon. Esses estudos também sugerem que a expansão demográfica dos Jomon possivelmente podem ter alcançado a América através de um caminho pela costa do Pacífico.

## Final do Período Jomon (4000 - 300 a.C.)

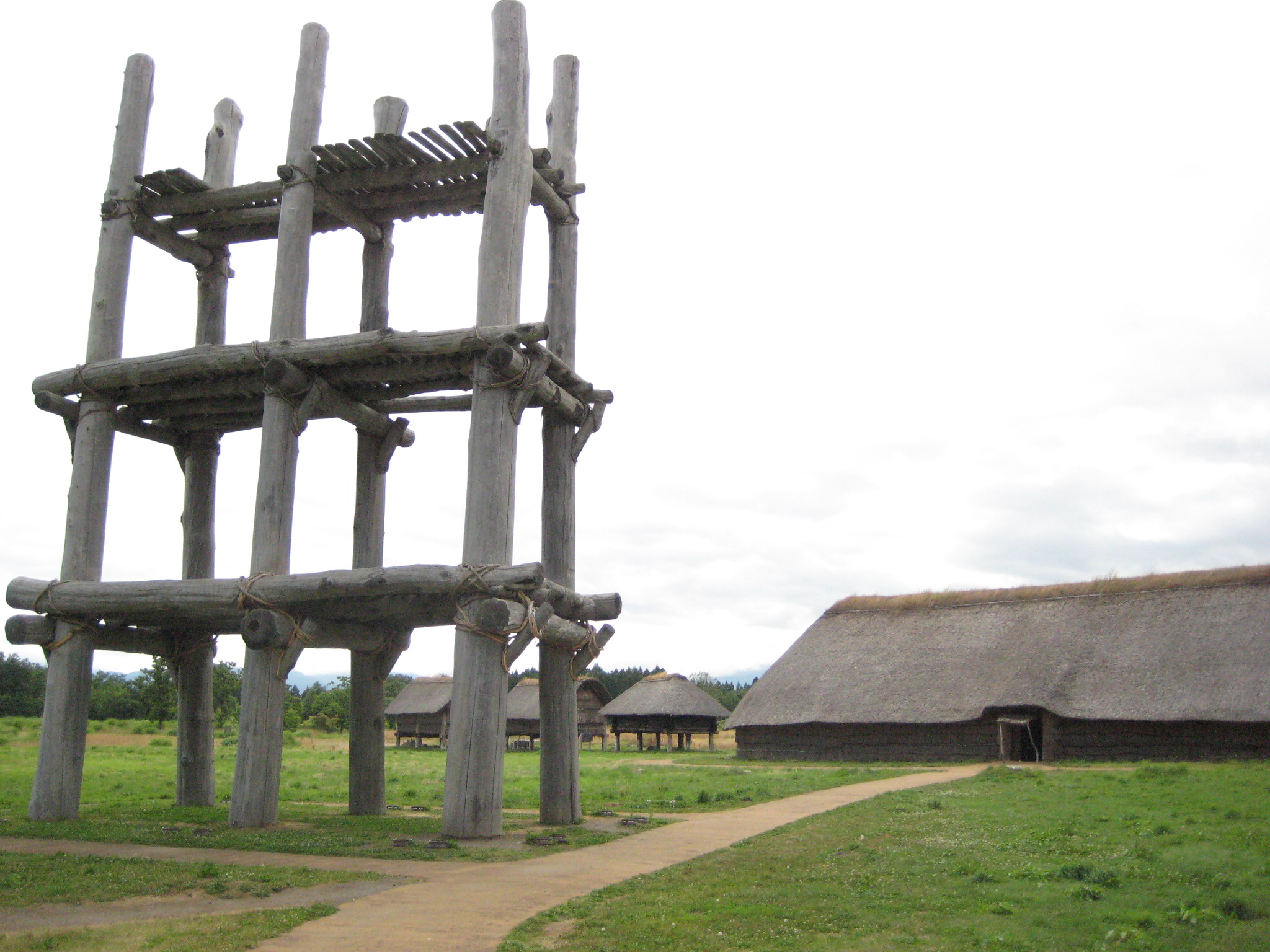
Prédios reconstruídos no sítio de Sannai-Maruyama, Aomori

Os períodos de início e meio do Jomon viram uma explosão populacional, como provam os inúmeros assentamentos nesse período. Esses dois períodos ocorreram durante a pré-história (entre 4000 a.C. e 2000 a.C.), quando as temperaturas alcançaram alguns graus Celsius a mais do que hoje e o nível médio do mar era 5 ou 6 metros mais alto. Obras artísticas bem elaboradas, como vasos com decorações complexas, foram produzidas nesse período. Após 1 500 a.C., o clima esfriou e a população diminuiu drasticamente. Poucos sítios arqueológicos podem ser encontrados após essa fase.
O início do Jomon é o primeiro estágio da era Jomon da pré-história japonesa. O período Jomon inteiro foi de 10 mil a 300 a.C., com o primeiro estágio durando de 4000 a 3000 a.C., O início do Jomon é caracterizado pelo alto nível do mar (2 a 3 metros mais alto que nos dias de hoje) e um grande aumento populacional. Nesse período, observa-se um aumento na complexidade da arquitetura das casas em fossos, o método mais comum de se construir casas naquela época.
No final do período Jomon, uma mudança gradual começou a se iniciar, de acordo com estudos arqueológicos. Novos habitantes (Yayoi) parece terem invadido o Japão vindos do oeste, trazendo com eles novas técnicas como o cultivo de arroz e a metalurgia. Os assentamentos dos recém-chegados parece terem coexistido com o povo Jomon por algum tempo. Sob essas influências, a cultivação incipiente dos Jomon evoluiu para sofisticados métodos de cultivo de arroz.
Estudos arqueológicos dos períodos Jomon e Yayoi indicam que os dois povos eram visivelmente distintos. Os indivíduos Jomon costumavam ser mais peludos e possuíam olhos mais abertos que os Yayoi. Os Jomon também tinham arcadas superciliares e narizes mais proeminentes que os Yayoi. O povo Yayoi, por outro lado, tinham olhos mais fechados e narizes menores que lembram os japoneses dos dias atuais.
Muitos outros elementos da cultura japonesa também datam desse período e refletem um processo migratório do norte do continente asiático e do sul do Pacífico. Entre esses elementos estão a religião xintoísta, costumes de casamento, estilos arquitetônicos e desenvolvimentos tecnológicos tais como a laca, têxteis, arcos laminados, metalurgia e produção de vidro. O Jomon foi sucedido pelo período Yayoi, exceto em Hokkaido, onde o Jomon foi sucedido pelo período Zoku-Jomon (pós-Jomon). A cultura Zoku-Jomon foi sucedida pela cultura Satsumon por volta do século VII.

## Divisão do Período Jomon
| Incipiente Jomon (14.000 a.C.- 7500 a.C. ) |
| ------------------------------------------ |
| Linear                                     |
| Fixação                                    |
| Impressão do Cordão                        |
| Muroya menor                               |
| Jomon inicial (7500 a.C.- 4000 a.C. )      |
| Igusa                                      |
| Inaridai                                   |
| Mito                                       |
| Baixa Tado                                 |
| Alto Tado                                  |
| Shiboguchi                                 |
| Kayama                                     |
| Jomon Médio (3000-2000 a.C.)               |
| Katsusaka / Otamadai                       |
| Kasori I                                   |
| Kasori II                                  |
| Velho Jomon (2000-1000 a.C.)               |
| Horinouchi                                 |
| Kasori B1                                  |
| Kasori B2                                  |
| Angyo I                                    |
| Final Jōmon (1000–300 a.C.)                |
| Distrito de Tohoku                         |
| Oubora B                                   |
| Oubora BC（Ōfunato, Iwate）                |
| Oubora C1                                  |
| Oubora C2                                  |
| Oubora A                                   |
| Oubora A                                   |
| Distrito de Kanto                          |
| Angyo II（Kawaguchi, Saitama）             |
| Angyo III                                  |